# Clay City (Kentucky)
Clay City es una ciudad ubicada en el condado de Powell en el estado estadounidense de Kentucky. En el censo de 2010 tenía una población de 1077 habitantes y una densidad poblacional de 438,64 personas por km².

## Geografía
Clay City se encuentra ubicada en las coordenadas 37°51′38″N 83°55′46″O / 37.86056, -83.92944. Según la Oficina del Censo de los Estados Unidos, Clay City tiene una superficie total de 2.46 km², de la cual 2.31 km² corresponden a tierra firme y (6.01%) 0.15 km² es agua.

## Demografía
Según el censo de 2010, había 1077 personas residiendo en Clay City. La densidad de población era de 438,64 hab./km². De los 1077 habitantes, Clay City estaba compuesto por el 97.21% blancos, el 0% eran afroamericanos, el 0.09% eran amerindios, el 0.09% eran asiáticos, el 0.37% eran isleños del Pacífico, el 1.21% eran de otras razas y el 1.02% pertenecían a dos o más razas. Del total de la población el 2.04% eran hispanos o latinos de cualquier raza.